# اچ‌ام‌اس عربیس (۱۹۱۵)
اچ‌ام‌اس عربیس (۱۹۱۵) (به انگلیسی: HMS Arabis (1915)) یک کشتی بود که طول آن ۲۵۵ فوت ۳ اینچ (۷۷٫۸۰ متر) بود. این کشتی در سال ۱۹۱۵ ساخته شد.